# Георги Янакиев (революционер)
 Тази статия е за дееца на Върховния комитет Георги Пелтека.  За гъркоманския андартски деец вижте Гоно Пелтека.  За други личности на име Георги Янакиев вижте Георги Янакиев.
Георги Янакиев, наричан Георги Пелтека, е български революционер, горноджумайски войвода на Върховния македоно-одрински комитет (ВМОК).

## Биография
Георги Янакиев е роден през 1857 година в Падеш, тогава в Османската империя. Включва се във ВМОК и участва като войвода в Горноджумайското в 1902 година и Илинденско-Преображенското въстание в 1903 година. През 1905 година е районен войвода в Горноджумайско. На 1 март 1905 година серският консул Атанасиос Стурнарас докладва в Атина, че Янакиев минава границата към Македония заедно с четите на Анастас Янков, Давидко Милчев и Юрдан Стоянов.
Георги Янакиев участва в Балканската война като доброволец в Македоно-одринското опълчение и служи в четата на Дончо Златков, а по-късно в Нестроевата рота на 13 кукушка дружина.

## Памет
На Георги Янакиев е наречена улица в квартал „Кръстова вада“ в София (Карта).